# خط پایان
خط پایان نام یک کتاب ادبی است که توسط بوریس پاسترناک، نویسندهٔ اهل روسیه نوشته شده‌است. این کتاب یکی از آثار مشهور ادبی جهان است.